# Nano (テキストエディタ)
nano（ナノ）は、UNIXを中心としたシステムで使われる、cursesを使ったテキストエディタの一種である。
スクリーンエディタの一種でありながら、CUIを用いて編集を行なうことが可能である。スクリーンエディタとして有名なものは既に多数存在するが、このエディタの特色は、その操作方法がWYSIWYGに慣れたユーザにとって分かりやすいため、初心者でも比較的容易に扱うことが可能という点にある。

## 歴史
GNU nanoは、最初1999年に、TIP（TIP Isn't Pico）という名前で、Chris Allegrettaによって作られた。彼のモチベーションは、フリーではないライセンスで配布されているPicoのフリーソフトウェアの代替物を作ることであった。2000年1月10日に、ソフトの名称はnanoに変更された。これは既存のUnixユーティリティtipとのコンフリクトを避けるためである。2001年2月、nanoはGNUプロジェクトの一部となった。
GNU nanoは、Picoには欠けているいくつかの機能、シンタクスハイライティング、行番号の表示、正規表現を用いた検索や置換、ライン毎のスクロール、複数のバッファ、グループにわけた行毎のインデント、変更可能なキーバインディング、編集のリドゥとアンドゥなどを補完している。
2003年8月11日、Chris Allgrettaは、公式にソースコードのメンテナンスを、David Lawrence Ramseyに任せた。しかし、2007年12月20日にRamseyはnanoのメンテナの立場から降りている。
2016年6月、nanoプロジェクトの代表開発者と他のアクティブなメンバーは、GNUプロジェクトを離れることに合意した。これは、FSFの著作権の割り当てに関するポリシーに対する異議に基づくもので、彼らは脱中心化されたコピーライトの所持はGNU GPLの強化を邪魔することがないと考えていた。このステップはDebianとArch Linuxで認められ、GNUプロジェクトはこの移動を"フォーク"と呼んでこれに抵抗した 。2016年8月19日、Chris Allgrettaは、GNUによるnanoに関する特別なコピーライトに関する譲歩を受け、GNUファミリーにプロジェクトを戻すことをアナウンスした。バージョン2.7.0はこの後、2016年9月にリリースされている。

## ライセンス
nanoは、GPLのもとで配布されている。

## 使用上の特徴
nanoはviと異なり、起動すれば即キーボードより文字入力が可能であり、直感的な操作が可能である。入力位置は方向キーを使って自由に指定が可能である。
ファイルの読み書きや検索のようなコマンドはコントロールキーまたはメタキーの組み合わせによって実行するが、常に画面の下部に主要なキー割り当てが表示されているため、操作方法を知らないユーザでも扱う事が出来る。それ以外のキー割り当てについては、^G（ヘルプ）を押すことで知ることができる。
最近の主要なLinuxディストリビューションやmacOSでは標準で同梱されているが、Emacsやvimといった高機能なエディタに比べて、機能面では制約がある。
nanoの元になったPicoは、1ファイルのみが編集できる単純なエディタであったが、nanoでは大きく拡張されており、バッファを切り替えて複数のファイルが編集できたり、検索に正規表現が使えたり、シンタックスハイライトに対応するなど、必ずしも単純とは言えないエディタになっている。